# Petőfi Nyomda
Az STI Petőfi Nyomda Kft. egy kecskeméti székhelyű vállalkozás, amelyet 1841-ben alapítottak, nyomtatott és hajtogatott karton-, illetve hullámkarton dobozokat és tekercses öntapadó címkéket gyárt. 2007 óta tagja az STI-csoportnak (STI Group), amely csomagolási és display-megoldásokat fejleszt, állít elő.
A nyomda 2018-ban közel 2,7 milliárd darab terméket értékesített, amely 1,5 milliárd darab dobozból és 1,2 milliárd (15 millió m²) öntapadó címkéből tevődik össze.[forrás?]

## Történet
A nyomda története 1817-re nyúlik vissza. Ebben az időben ötvenkét nyomdaipari cég működött Magyarországon. Az első kecskeméti üzemet 1841-ben Szilády Károly alapította. Kecskemét történeti alakjává vált azáltal, hogy megalapozta és magas színvonalon tartva örökítette át a nyomdászmesterséget és a nyomdaipart. A századfordulón mintegy 20 nyomda működött már a városban.
Az államosítással létrejött 1949-ben a Kecskeméti Nyomda, majd 1952-ben a Bács-Kiskun megyei Nyomdaipari Vállalat. Az akkoriban üzemelő három nagy nyomdát összeolvasztották és 1968-ban megkezdődött a csomagolóanyagok gyártása. 1972-ben megnövekedett helyigény miatt a nyomda a jelenlegi helyére (Külső-Szegedi út) költözött. A vállalat szerkezetátalakítására 1986-ban került sor egy világbanki hitel segítségével.
1990-ben elsőként privatizálták a hazai nyomdaiparban, ezt azonnali, 35 millió dolláros beruházás és dinamikus számítástechnikai fejlesztés követte. 1997-ben a Kner Nyomdával történt fúzió során létrejött a Cofinec Hungary Rt.
2000-ben újabb tulajdonosváltásra került sor, a Petőfi Nyomdát a Metsä-Serla Group vásárolja meg, egy évvel később pedig új névvel, mint M-real Petőfi Nyomda működik tovább. 2001-ben bővül az üzem, a higiéniai termékek gyártása Békéscsabáról Kecskemétre költözik. 2006-ban a karton és a címke (Avery) üzletág egybeolvad. 2007. június 1-jén az STI-csoport családi vállalkozás szakmai befektetőként megvásárolja a kecskeméti vállalatot, és jelenleg is mint vezető csomagolóanyaggyártó üzemel Kelet-Közép-Európában STI Petőfi Nyomda Kft. néven.

## STI Group
A német családi vállalkozást Gustav Emil Stabernack könyvkötőmester alapította 1879-ben. Jelenleg az STI Group személyre szabott megoldásokat kínál a márkaprezentációra, jelenleg 18 országban rendelkezik értékesítési irodával, gyáregységei 8 országban találhatók. Megrendelői között Európa FMCG-gyártói szerepelnek, amely az STI-csoportot vezető displaygyártóvá emeli.
Az STI (Service - Technology – International) új fedőmárkát 1998-ban vezették be minden, a csoporthoz tartozó cégnél és szolgáltatásnál.

## Tevékenység
Az STI Petőfi Nyomda Kft. nyomtatott és hajtogatott karton-, illetve hullámkarton csomagolásokat és tekercses öntapadó címkéket gyárt a hazai és küólföldi FMCG és gyógyszeripar piacára. Olyan technológiákat használnak a gyártás során, mint az ofszetnyomtatás, az UV- és egyéb speciális lakkozás, a perforáció, a melegfóliázás, a domborítás, a gépi ablakozás és a formaragasztás.

### Csomagolás
A csomagolás és a termék egymással elválaszthatatlan kapcsolatban áll. A nyomda csomagolási megoldásai közé tartozik a hajtogatott dobozok tervezése és előállítása, amely az alábbi három területre osztódik.

#### Élelmiszeripar
Minden élelmiszerrel érintkező csomagolásnak meg kell felelnie az előírásoknak és a higiéniai követelményeknek.
A higiénia szempontjából a csomagolás speciális felületkezelést kap, ilyen a melegfóliázás, a dombornyomás, az ablakozás, a fémgőzölés, az egyedi lakkozás vagy az aranyfóliázás. A szezonális csomagolások, díszcsomagolások esetében a követelmények mellett a vonzó megjelenés elérése is fontos szempont.

#### Elektronika, fényforrás és háztartás-vegyipar
A non-food területen a csomagolások egyszerre praktikusak, teherbírók és figyelemfelkeltők. Az ablakozott csomagolás például lehetővé teszi, hogy a termék egy része vagy egésze láthatóvá váljon.

#### Gyógyszeripari és egészségügyi termékek
A harmadik szegmenst alkotja ez a két terület. A gyógyszeriparban fontos, hogy a csomagolóeszközök hamisítás elleni védelemmel legyenek ellátva, ezzel megakadályozva a termékek hamisítását. 
A cég ennek érdekében foglalkozik a hamisítás elleni védelmi megoldásokkal is, ilyen a hologram-címke, az UV-festékkel nyomtatott elem vagy a 2D-kód. A vakok és gyengén látók által használt Braille-írás és a hologramos fólia is az alkalmazott technológiák közé tartozik.

### Öntapadó címke
A nyomda az öntapadó címkék gyártásában is nagy múltra tekint vissza. Magyarországon és Európa-szerte is vannak partnereik. 2018-ban 1,2 milliárd (15 millió m²) öntapadó címkét gyártott.
A meglévő technológiával a címkéket különböző típusú felületkezelési eljárásokkal és hamisítás elleni védelmi megoldásokkal is el tudják látni.

## Nyomda- és technológiafejlesztés
A kecskeméti Petőfi Nyomda 1841-es alapításától napjainkig jelentős fejlődésen és folyamatos bővülésen ment keresztül.
2017-ben a vállalat jelentős mértékű beruházással növelte a kapacitását és termelési hatékonyságát. Az új gépek, a hatszínes, UV-lakkozó Heidelberg Speedmaster XL nyomógép és a Bobst Expertcut 106 LER stancagép a legkorszerűbb berendezések közé tartoznak.
A nyomda életében a 2018-as év a beruházások éve volt, hiszen egy KBA 105 hatszínes, lakkozóművel ellátott nyomógépet, egy három éves automata logisztikával ellátott Dymatrix 106 stancagépet, két számítógép-vezérelt kitörőgépet és egy Gallus öntapadócímkenyomó gépet is vásárolt.

## Környezetvédelem
A nyomda megkülönböztetett figyelmet fordít a környezetvédelemre. Már a kilencvenes években környezeti politikával és környezetvédelmi kézikönyvvel rendelkezett. „A holnap egészséges környezetéért vagyunk ma felelősek.” – így szól a nyomda 1996-ban megfogalmazott környezetvédelmi jelmondata. 1998-ban az iparágban elsőként szerezte meg az ISO 14001 környezetirányítási tanúsítványt.
Az első Zöld Nyomda díjat 2011-ben kapta, azóta évről évre elnyeri a legmagasabb minősítést.
Megrendelőinek FSC és PEFC tanúsított termékeket kínál, vagyis a kartonok, papírok alapanyaga felelős erdőgazdálkodásból vagy fogyasztóktól visszakerült kartonok újrahasznosításából származik.

## Díjak és kitüntetések
Az STI Petőfi Nyomda Kft. évente több nemzeti és nemzetközi versenyen is részt vesz termékeivel, díjakat toborozva a magyar nyomda számára. A 2017-es Év Gyára versenyen Archiválva 2021. július 9-i dátummal a Wayback Machine-ben a Legeredményesebb gyártástámogató és a CYEB – Energiahatékonyság kategóriagyőzelmét is kiérdemelte.
| Díj                                           | Díjazott termékek |
| --------------------------------------------- | --- |
| HUNGAROPACK 2018                              | Magister Products Voyage bioarckrém dobozai (HUNGAROPACK 2018 díj), St. Hubertus promóciós italcsomagolás (Élelmiszer Magazin különdíj), Ballatine's Fan Club Edition kartondoboz (elismerő oklevél) |
| WorldStar 2017                                | Chivas Regal promóciós csomagolás, Iceland Luxury ünnepi töltött pulyka doboz, JDE (Jacobs Douwe Egberts) kávékapszula termékcsalád csomagolás, L’Oréal exkluzív adventi naptár, Microse cukorkás termékcsalád csomagolás |
| HUNGAROPACK 2017                              | Iceland Luxury - ünnepi töltött liba doboz (Élelmiszer Szaklap különdíj), JDE kávékapszula kartondoboz család (Magyar Grafika Szaklap különdíj), Chivas Regal whisky promóciós kartondoboz (Trade Magazin különdíj), L'Oréal exkluzív adventi naptár (elismerő oklevél), Microse cukorkás dobozcsalád (elismerő oklevél)                            |
| BEST PRINT HUNGARY 2017                       | Chivas Regal prémium whisky csomagolás (arany fokozatú díj), L'Oréal exkluzív adventi naptár 2016 (ezüst fokozatú díj) |
| WorldStar 2016                                | Törley Chapel Hill borok BIB csomagolása, Absolut Vodka fesztiválcsomagolása |
| HUNGAROPACK 2016                              | Chivas Regal whisky promóciós csomagolása (HUNGAROPACK-díj), Törley Chapel Hill borok BIB csomagolása (HUNGAROPACK-díj), Absolut Vodka fesztiválcsomagolása (Nyomda- és Papíripari Szövetség különdíja), Ballantine's promóciós whiskycsomagolás (Trade Magazin különdíj), Läckerli prémium praliné ajándékdoboz (oklevél)                          |
| BEST PRINT HUNGARY 2016                       | Ballantine's promóciós whiskycsomagolás (CSAOSZ különdíj), Läckerli prémium praliné ajándékdoboz (ezüst fokozatú elismerés) |
| WorldStar 2015                                | Hamisítás elleni védelmi megoldásokkal ellátott gyógyszeres demódoboz, Fing'rs SensatioNail kartondoboz-család, Terra Pannonia kartonövek és öntapadó címkék, Terra Naturi kartondoboz-család |
| HUNGAROPACK 2015                              | Hamisítás elleni védelmi megoldásokkal ellátott gyógyszeres demódoboz (HUNGAROPACK-díj); Fing'rs SensatioNail kartondoboz-család (Magyar Grafika különdíj); Terra Pannonia kartonövek és öntapadó címkék (Transpack Szaklap különdíj); Aqua Derma kozmetikumok kartondobozai (elismerő oklevél); Terra Naturi kartondoboz-család (elismerő oklevél) |
| BEST PRINT HUNGARY 2015                       | Hamisítás elleni védelmi megoldásokkal ellátott gyógyszeres demódoboz |
| Worldstar 2014                                | Pickwick teák számára fejlesztett csomagolás |
| Az Év Zöld Nyomdája 2014                      | |
| HUNGAROPACK 2014                              | HEIDI karácsonyi kartondoboza, Cryxon kristálylámpa csomagoló, Läckerli Sélection és Création prémium desszertcsalád kartondoboza, Pickwick csomagolóeszközei |
| Pro Typographia 2014                          | Campari italcsomagolás, saját tervezésű és gyártású karácsonyfa csomagolás kézműves bonbonnal és fadíszekkel |
| WorldStar 2013                                | Durex Mutual Pleasure display, McMix kartondoboz, Dr. Kitzinger csomagolás |
| POPAI Awards 2013 Magyarország                | Három magyar sörkülönlegességet magában foglaló multipack csomagolás |
| HUNGAROPACK 2013                              | DUREX óvszereinek gyártott Mutual Pleasure kínáló, Törley pezsgősdoboz, McDonald’s McMix doboza |
| Pro Typographia 2013                          | Kallos GLOW kartondoboz-család, TEEKANNE teásdobozok |
| Az Év Zöld Nyomdája 2013                      | |
| HUNGAROPACK 2012                              | Algoflex termékcsalád, Foodbox dobozok, Volina gyógykészítmények kartondobozai, Magne B6 vitaminos dobozok, Milli Mia promóciós multipack tálca, StrongBow Gold POS-prezentáció, Chateau Megyer tokaji aszú öntapadó címke |
| Pro Typographia 2012                          | Louis Girardot csomagolás, LMX öntapadó címkék |
| I. FMCG Greennovációs Nagydíj                 | „grennovatív gyártó” kategóriában II. helyezés |
| iF csomagolás design díj 2012                 | "Bájos boros polc" és "Heidelberger naturkosmetik kastély" |
| Worldstar 2011/2012                           | Gere boroscímkék, Törley promóciós csomagolás, Knorr bögre alakú kínáló |
| Az Év Zöld Nyomdája címet                     | |
| POPAI Awards Magyarország 2011                | Axe kollekció |
| HUNGAROPACK 2011.                             | Danone promóciós csomagolás, Törley díszdobozos csomagolás, Xilovit protect rágógumik csomagolóeszközei, Gere boroscímkék, Knorr bögre alakú display, Air Wick display |
| Pro Typographia Díj 2011.                     | Plantagen „NOUMÉA” tejcsokoládé csomagolás, Univer Erős Pista címke |
| WorldStar Díj                                 | Angelli csomagolás |
| Hungaropack 2010                              | Törley Angelli Ciocciolato ajándékdoboz |
| Hungaropack 2009                              | Farmec-Gerovital termékcsalád |
| ProTypographia Díj 2009                       | Philips címkék, Szamos Marcipán hajtogatott doboza |
| Worldstar és Hungaropack 2008.                | BIC borotvakészlet, hamisítás ellen védő csomagolás, KID reklámdoboz, Douwe Egberts terméke, energiatakarékos égők csomagolása |
| Worldstar, Hungaropack és ProTypographia 2008 | Dr. Oetker Nici címkefüzet |
| Worldstar és Pro Typographia 2008             | hajtogatott teásdoboz |